# KANDO BANDO
KANDO BANDO（カンドー・バンドー）は、千葉県館山市在住のロック、ポップバンド。
静岡県焼津市生まれのカナダ人（アメリカとのハーフ）スティーブン・マクネアをリーダーとする4人編成。

## 構成メンバー
- スティーブン（本名:Stephen McNair）： リーダー・ボーカル・ドラム担当（1987年8月30日生）
- シュン（本名:金子駿/日米ハーフ）：ギター担当（1989年2月21日生）
- タカ（本名:近藤豊/日米ハーフ）： ベース、コーラス担当（1992年4月10日生）
- ナオト（本名:宮沢直徒/日本人）： キーボード（1993年1月27日生）

## 経歴
- 2009年9月20日 - YAMAHA Music Revolution TOKYOファイナルでオーディエンス賞獲得。

- 2011年
  - 2月 - TBSラジオ 「あなたへモーニングコール」 楽曲「Change the world」がパワープレイされる。
  - 5月 - 東日本大震災のメッセージソング「We’re gonna make it〜dedicated to the victims of march 11th 2011〜」iTunes、レコチョク他で配信開始。(2011.05.25)

トレジャーボトルで14位に。
- 2012年
  - 9月 - テレビ朝日系全国ネット「musicる TV」秋うたバトルで「Life Is Beautiful」が1位に。
  - 10月 - TBSラジオ「あなたへモーニングコール」で「今の秘密」パワープレイ。
  - 11月 - InterFM 「Music Master」で「eureka」O.A.

- 2013年
  - 3月 InterFM 「Music Master」で「Life is Beautiful」O.A.
  - 3月17日 - テレビ朝日「musicるAWARD2013」 於恵比寿LIQUIDROOMで「Life Is Beautiful」が最優秀楽曲賞(グランプリ)受賞。
  - 3月17日 - "When a Mind Meets a Man"デジタル配信開始、全世界のiTunes Music Store、amazon他。
  - 4月 - テレビ朝日「musicる」4月度エンディングテーマとして「Life Is Beautiful」採用。
  - 5月 - debut CD "When a Mind Meets a Man"リリース。タワーレコード渋谷店、新宿店ではレコメン付試聴器で展開。
  - 10月 - [TSUTAYAレンタル限定CD]「TRY OUT!!」レンタル開始。新進のアーティストたちが集ったオムニバスCDにKANDO BANDOの「All Systems Go」採用。

- 2014年
  - 3月1日 - アニメミライ2014 アニメミライは、アニメ制作環境の問題解決に正面から取り組み、我が国アニメの振興を図ることを目的として、平成22年度から新たに始まった文化庁事業、若手アニメーター等人材育成事業から生まれたプロジェクト。これに参加したスタジオ４℃製作短編アニメ作品「黒の栖 -クロノス-」の主題歌に「I Came, I Saw, I Conquered」を使用。期間限定ロードショー公開が始まる。
  - 3月11日 - 「I Came, I Saw, I Conquered」デジタル配信開始、iTunes Music Store、amazon他。
  - 3月28日 - KANDO BANDOの自主企画ライブ「ONE WORLD ROCK」開催。渋谷。
  - 3月30日 - 「MARIANNE」デジタル配信開始、iTunes Music Store、amazon他。この楽曲は4／1より全国に放映されている、理研ビタミンの人気商品、ノンオイルドレッシング「青じそ」のCMソングに採用され、その先行発売である。
  - 4月 - 理研ビタミンの人気商品、ノンオイルドレッシング「青じそ」のCMソングに「MARIANNE」が採用され、全国に放映される。
  - 8月 - 奈良県のイメージソングコンテスト「JAPAN HEART BEAT in NARA」が8/23・24に開催され、KANDO BANDOは書き下ろし曲「これから」で準グランプリを獲得。
  - 10月31日 - KANDO BANDOの自主企画ライブ「ONE WORLD ROCK 2nd Mission」開催。渋谷・Milkyway。同日"GREATEST ESCAPE"を会場限定リリース。

## ディスコグラフィ

### 自主制作ミニアルバム
- Promotion Album（2010年4月）
- KANDO BANDO（2012年5月25日）
- THE B SIDE（2013年5月4日）
- Rock These Holidays（2013年12月3日）
- Just Another Dreamer（2014年5月19日）
- The Greatest Escape（2014年10月31日）

### アルバム
|     | 発売日        | タイトル                | 規格品番  | 収録曲 | 備考 |
| --- | ------------- | ----------------------- | --------- | --- | ---- |
| 1st | 2013年5月29日 | When a Mind Meets a Man | SOBO-0002 | 1. Dreaming Awake 2. Imagination 3. The Feeling 4. Lisa 5. Pure 6. All Systems Go 7. Never Threw My Life Away 8. Night Is Alive 9. One Chance 10. Broken Glass 11. Life Is Beautiful |      |

## タイアップ一覧
| 起用年 | 曲名                       | タイアップ                                        |
| ------ | -------------------------- | ------------------------------------------------- |
| 2013年 | Life Is Beautiful          | テレビ朝日系『musicる TV』4月度エンディングテーマ |
| 2014年 | I Came, I Saw, I Conquered | 短編アニメ映画『黒の栖-クロノス-』主題歌          |
| 2014年 | MARIANNE                   | 理研ビタミン「リケンのノンオイル 青じそ」CMソング |